# جيسيكا هاردي
جيسيكا هاردي (بالإنجليزية: Jessica Hardy)‏ (12 مارس 1987 – ) هي سبّاحة، من الولايات المتحدة، مثّلت بلادها في الألعاب الأولمبية الصيفية 2012، وسباحة في الألعاب الأولمبية الصيفية 2012 – سيدات 4 × 100 متر سباحة حرة تناوب ‏، والألعاب الأولمبية الصيفية 2008، وسباحة في الألعاب الأولمبية الصيفية 2012 – سيدات 4 × 100 متر تتابع متنوع ‏.

## وصلات خارجية
- جيسيكا هاردي على موقع الاتحاد الدولي للسباحة (الإنجليزية)
- جيسيكا هاردي على موقع SwimRankings.net (الإنجليزية)
- جيسيكا هاردي على موقع اللجنة الأولمبية الدولية (الإنجليزية)
- جيسيكا هاردي على موقع أوليمبيديا (الإنجليزية)
- جيسيكا هاردي على موقع اللجنة الأولمبية والبارالمبية الأمريكية (الإنجليزية)